# Менкент
Менкент (θ Центавра) — зоря в південному сузір'ї Центавра, четверта за яскравістю в сузір'ї (видима зоряна величина +2,06). Віддалена від Сонця приблизно на 58,8 світлового року (18,0 парсека), має відносно високий власний рух — 0,73 кутової секунди на рік.

## Назва та позначення
Назва Менкент походить від араб. مَنْكِب‎ (манкіб), що означає «плече» (Кентавра), можливо, змішаного зі скороченням від «кентавр». Робоча група  МАС із назв зір (WGSN) схвалила назву Menkent 21 серпня 2016 року.
θ Центавра (тета Центавра) — позначення зорі за Байєром.
Китайська назва (庫樓三, Kù Lóu sān) означає «третя зоря арсеналу».
Арсеналом (庫樓, Kù Lóu) у китайській астрономії називають астеризм, що складається з θ Центавра, ζ Центавра, η Центавра, 2 Центавра, HD 117440, χ¹ Центавра, γ Центавра, τ Центавра, D Центавра та σ Центавра.

## Властивості
Зоря перебуває на еволюційній стадії гіганта, має спектральну класифікацію K0 III. Її маса в 1,27 рази більше  маси Сонця. Кутовий діаметр, виміряний інтерферометрією, з поправкою на потемніння до краю, становить 5.46±0.06 mas, що на оціненій відстані (18 пк) відповідає радіусу близько 10,6 радіуса Сонця. Зовнішня оболонка має ефективну температуру 4980 К, це холодна зоря помаранчевого кольору. Від зорі було виявлено м'яке рентгенівське випромінювання, світність якого становить 1.4 × 1027ерг/с.